# Stockholmski sindrom
Stockholmski sindrom je sindrom emocionalne veze i identifikacije s agresorom. Nazvan je po pljački banke u Stockholmu 1973. kada su se žrtve emocionalno vezale za pljačkaše.
Ta solidarnost se može ponekad ispoljiti i u samom činu, kada taoci pomažu svojim otmičarima da ostvare svoje ciljeve ili da pobjegnu od policije. Ovaj sindrom su istraživali znanstvenici u okvirima viktimologije i došli do zaključka da se cijeli proces temelji na strahu da ne dođe do još veće patnje za taoca ali i zbog unutrašnje dobrote taoca da pomogne otmičarima. Što više energije se utroši u taj odnos, to će biti teže raskinuti ovu vezu.